# Baldellia repens subsp. baetica
Baldellia repens subsp. baetica é uma subespécie de planta com flor pertencente à família Alismataceae. 
A autoridade científica da subespécie é Talavera & Casimiro-Soriguer, tendo sido publicada em Acta Bot. Malac. 33: 315 (-317). 2008.

## Portugal
Trata-se de uma subespécie presente no território português, nomeadamente em Portugal Continental.
Em termos de naturalidade é nativa da região atrás indicada.

## Protecção
Não se encontra protegida por legislação portuguesa ou da Comunidade Europeia.